# التهاب لثه
التهاب لثه یا ژنژیویت (به انگلیسی: Gingivitis) به حالتی گفته می‌شود که پلاک‌های دندانی در خط لثه تجمع پیدا می‌کند و باعث تحریک لثه و حساس شدن آن می‌شود که گاهی خونریزی هم پیدا می‌کند.
اگر این پلاک‌ها را هر روز با مسواک یا نخ دندان پاک نکنید به مرور سفت‌تر شده و ماده‌ای غیرقابل برداشت به نام جرم (رسوب دندانی) ایجاد می‌کند. در صورتی که پلاک و جرم به زیر خط لثه گسترش پیدا کند، بیماری مزمن خواهد شد.
با تحریک مزمن باکتریایی، نسج لثه به تدریج از دندان‌ها جدا می‌شود و حفره‌هایی ایجاد می‌شود که در آنجا چرک تجمع پیدا می‌کند. با گسترش پلاک و جرم و تداوم تحریک بافت لثه، فرایند کنده شدن لثه‌ها از دندان‌هایتان بیش از پیش ادامه پیدا می‌کند. به این حالت پریودونتیت یا پیوره می‌گویند.

## طبقه‌بندی
به‌صورت کلی دو نوع ژنژیویت ناشی از پلاک و غیرناشی از پلاک وجود دارد.

## علائم
تورم لثه، تندرنس، قرمزی لثه، خونریزی یا خونریزی بعد از مسواک زدن